# Ruisseau de Nistos
Pour les articles homonymes, voir Nistos (homonymie).

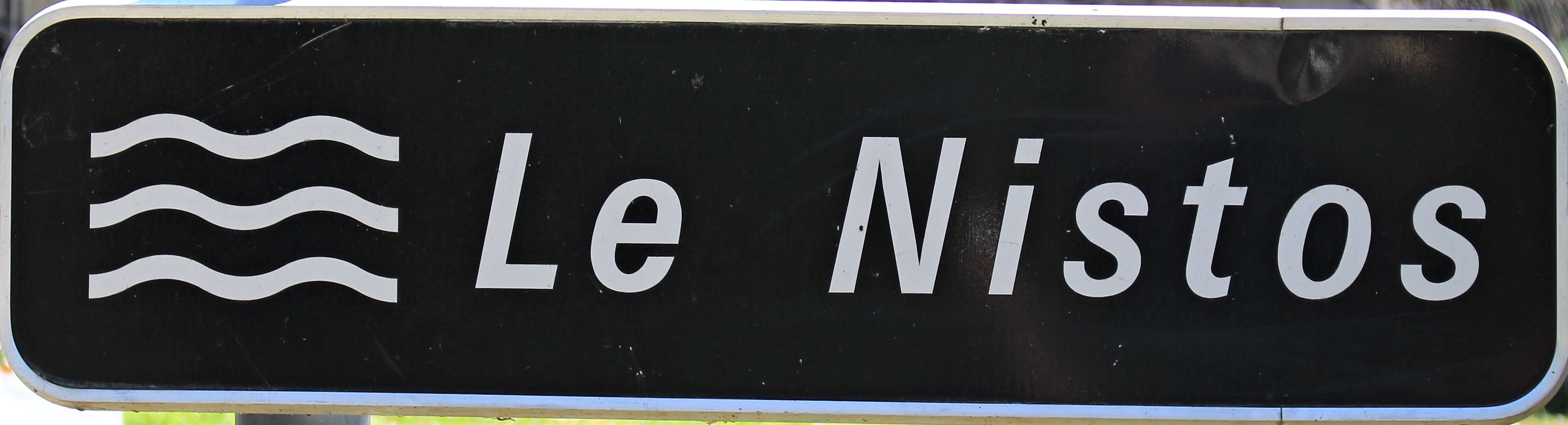

Le ruisseau de Nistos ou ruisseau de Nistes est un ruisseau du Sud-Ouest de la France, dans le département des Hautes-Pyrénées et un sous-affluent de la Garonne par la Neste.

## Géographie
Le ruisseau de Nistos prend sa source  dans les Pyrénées, département des Hautes-Pyrénées, au Cap Nestès commune de Sarrancolin, sous le nom de ruisseau des Orcès, puis prend le nom de ruisseau de Lère et se jette dans la Neste à Mazères-de-Neste. Sa longueur est de 18,5 km.

### Communes et département traversés
Le ruisseau traverses les communes des Hautes-Pyrénées suivantes : Nistos, Aventignan, Sarrancolin, Lombrès, Montégut, Seich, Bize, Mazères-de-Neste.

## Principaux affluents
- (D) Ruisseau de Hourcadère : 3,5 km
- (D) Ruisseau d'Arize : 7,6 km
- (D) Ruisseau de Larise : 4,9 km
- (D) Ruisseau de Mousare : 2 km
- (G) Ruisseau de la Cuneille : 1 km
- (G) Ruisseau de Serizède : 2 km

(D) rive droite ; (G) rive gauche.

## Galerie de photos

Sélection de vues du ruisseau.
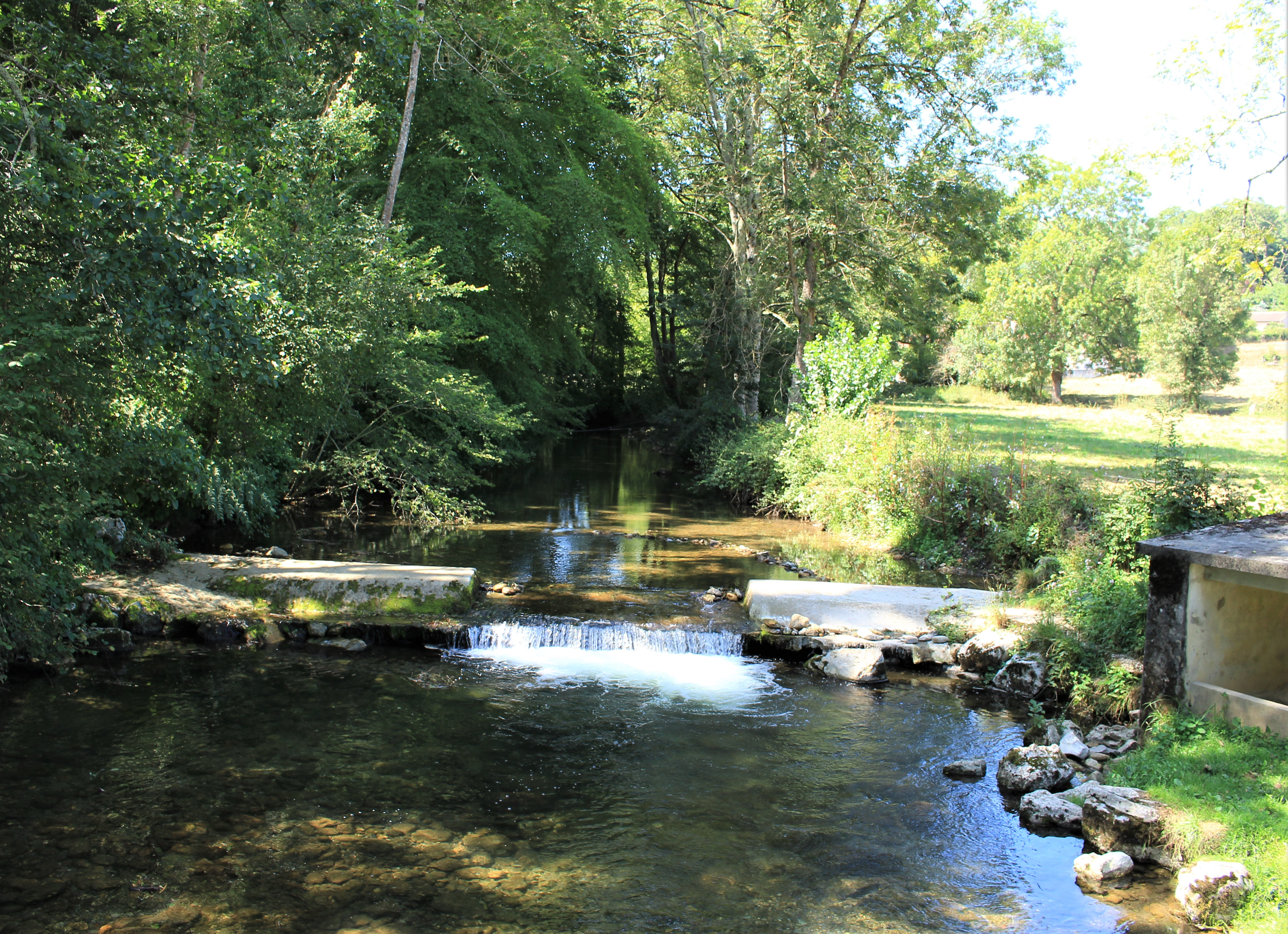
À Lombrès.
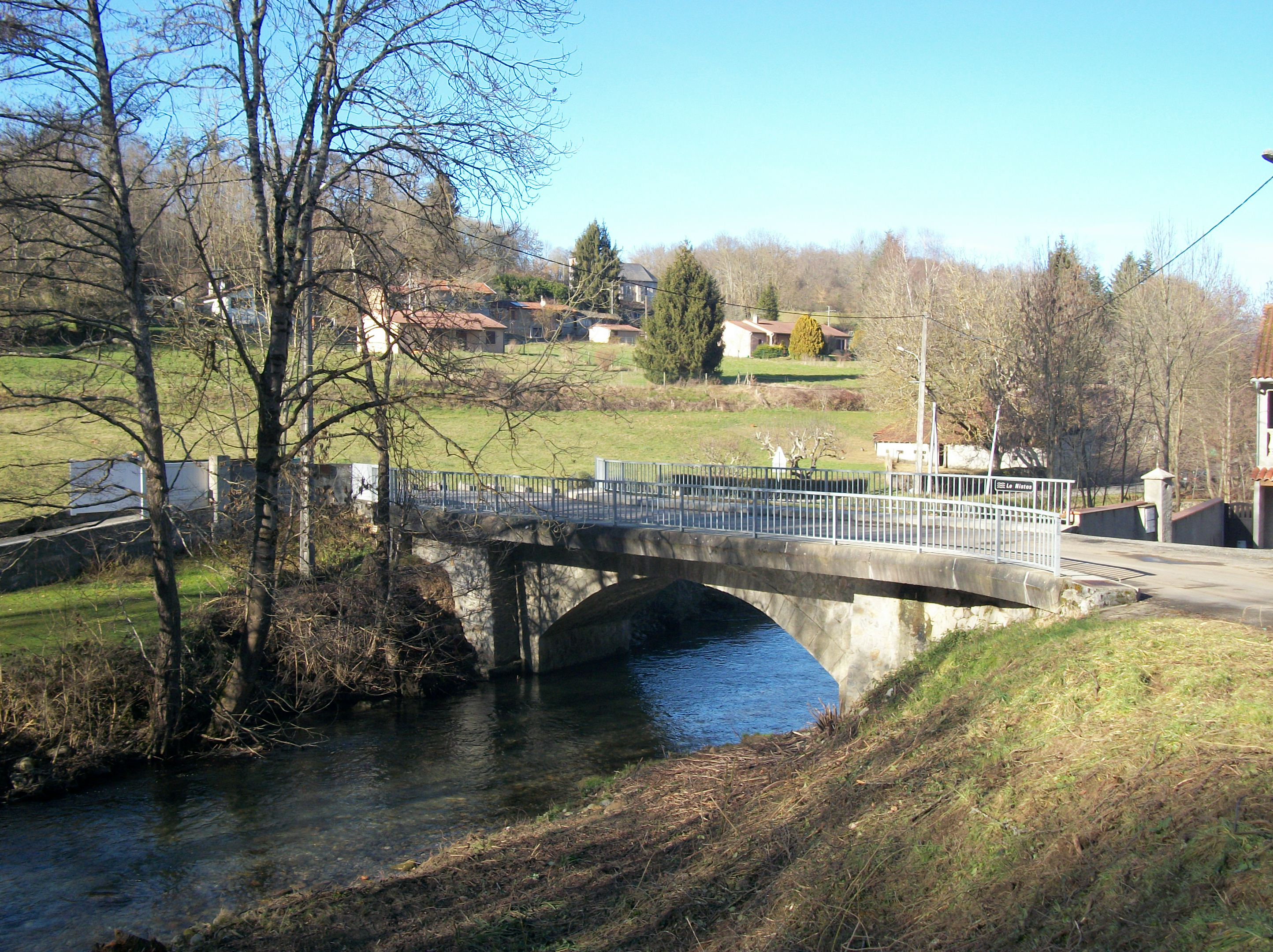
Idem.
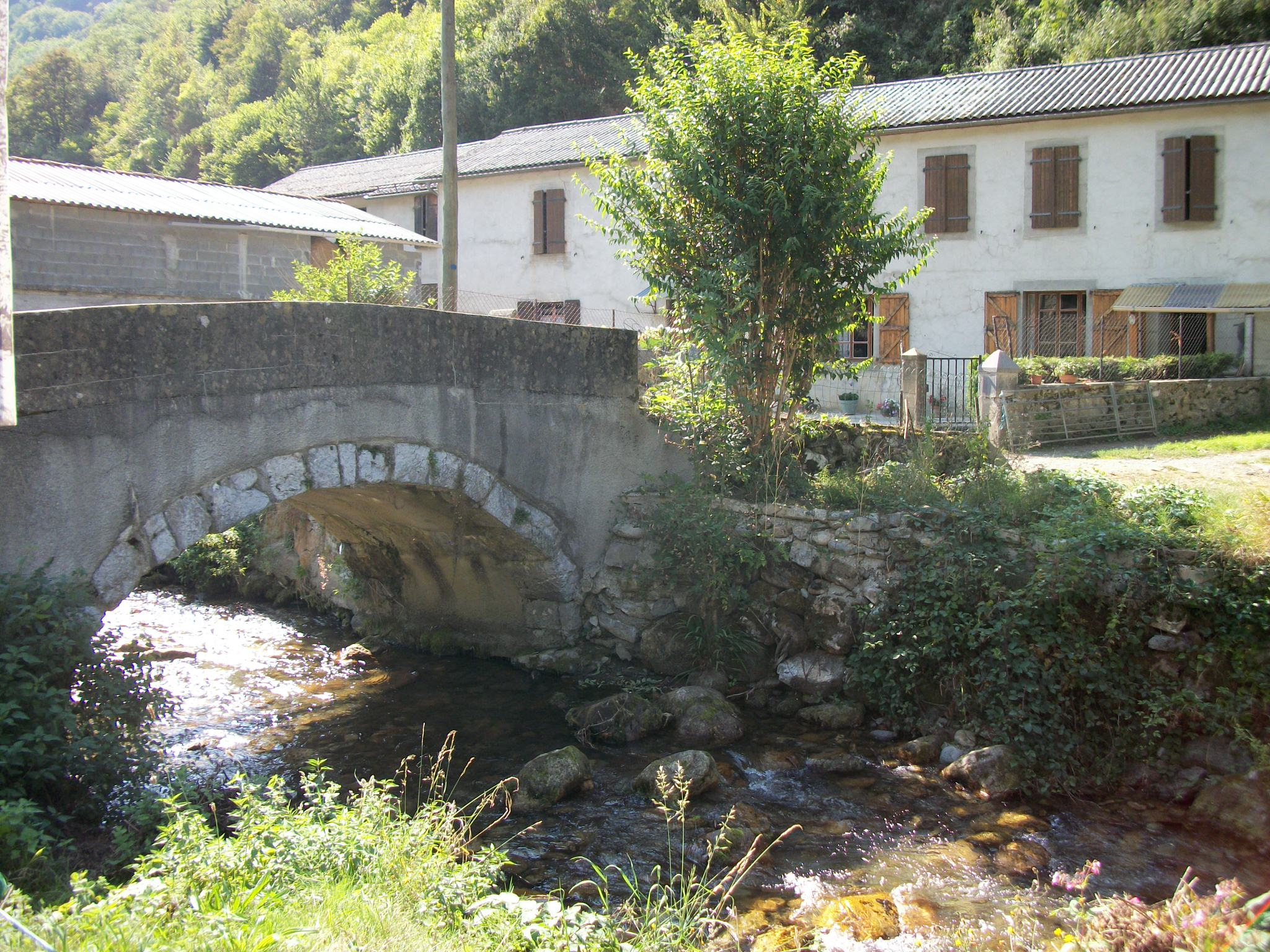
Le pont de Nistos à Nistos.